# 채널 (통신)

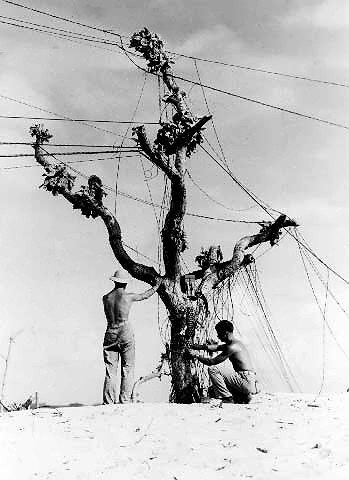

채널(영어: Channel, 문화어: 챤넬)은 송신기와 수신기 사이에 존재하는 가상의 장치이다. 채널은 송신기가 보내는 신호가 수신기에게 도달했을 때 그 크기와 모양이 달라지는 것을 표현한다.

## 수학적 모델
한 간단한 수학적인 채널 모델의 예는 다음과 같다.
{\displaystyle y=hx+n}
여기서 {\displaystyle x}는 송신 신호, {\displaystyle h}는 채널, {\displaystyle n}은 가산 잡음 그리고 {\displaystyle y}는 수신 신호이다.
이 경우에 채널의 특성을 나타내는 신호대 잡음비는 다음과 같다.
{\displaystyle SNR={\frac {|h|^{2}P_{x}}{N_{0}}}}
여기서 {\displaystyle P_{x}}는 송신 신호인 {\displaystyle x}의 평균 크기이며 {\displaystyle N_{O}}는 가산 잡음인 {\displaystyle n}의 스펙트럴 덴시티이다. 이 채널의 최대 용량 (capacity)를 구해보면 다음과 같다.
{\displaystyle C=log_{2}(1+SNR)=log_{2}\left(1+{\frac {|h|^{2}P_{x}}{N_{0}}}\right)}
여기서 C의 단위는 BPS/Hz이다. 오류없이 보낼 수 있는 최대 데이터 전송률은 최대 용량인 {\displaystyle C}보다 작다는 것을 의미한다.

### 유선 채널
유선 채널은 구리선에 의해 전기 신호가 전달되면서 생기는 특성을 나타낸다. 유선 채널에서 {\displaystyle h}는 일반적으로 시간에 따라 크게 변하지 않아 결정된 한 값으로 표현한다.

### 무선 채널
무선 채널은 공기전으로 전파 신호가 전달되면서 생기는 특성을 나타낸다. 무선 채널에서 {\displaystyle h}는 일반적으로 시간에 따라 가변하는 랜덤한 값으로 표현된다. 따라서 무선 채널에서 받은 신호의 신호대잡음비는 시간이 지남에 따라 가변적으로 변하게 된다.

## 같이 보기
- 간섭
- 정보이론
- 채널 용량